# Championnat NCAA masculin de basket-ball 1982
Navigation
1981 1983
Le Championnat NCAA de basket-ball 1982 est la 44e édition du championnat universitaire américain de basket-ball. 48 équipes s'y sont affrontées en matchs à élimination directe jusqu'au Final Four qui s'est tenu à La Nouvelle-Orléans du 11 au 29 mars.
Pour la première fois depuis 1947, le championnat n'a pas de finale pour la 3e place. Il s'agit également de la première édition diffusée aux États-Unis sur CBS, les précédentes étant sur NBC.
La finale a été remportée par North Carolina Tar Heels face aux Georgetown Hoyas 63-62, sur un panier de Michael Jordan qui marque le début de sa légende pour la victoire face à son rival de toujours Patrick Ewing.

## Organisation du tournoi

### Villes hôtes
| Tour        | Région     | Ville               | État             | Salle                             | Université hôte                            |
| ----------- | ---------- | ------------------- | ---------------- | --------------------------------- | ------------------------------------------ |
| First Round | Est        | Charlotte           | Caroline du Nord | Bojangles' Coliseum               | Université de Caroline du Nord à Charlotte |
| First Round | Est        | Uniondale           | New York         | Nassau Veterans Memorial Coliseum | -                                          |
| First Round | Mideast    | Nashville           | Tennessee        | Memorial Gymnasium                | Université Vanderbilt                      |
| First Round | Mideast    | Indianapolis        | Indiana          | Market Square Arena               | -                                          |
| First Round | Midwest    | Tulsa               | Oklahoma         | Mabee Center                      | Université Oral Roberts                    |
| First Round | Midwest    | Dallas              | Texas            | Reunion Arena                     | -                                          |
| First Round | Ouest      | Logan               | Utah             | Dee Glen Smith Spectrum           | Université d'État de l'Utah                |
| First Round | Ouest      | Pullman             | Washington       | Beasley Coliseum                  | Université d'État de Washington            |
| Regionals   | Est        | Raleigh             | Caroline du Nord | Reynolds Coliseum                 | Université d'État de la Caroline du Nord   |
| Regionals   | Mideast    | Birmingham          | Alabama          | BJCC Coliseum                     | Université d'Alabama de Birmingham         |
| Regionals   | Midwest    | Saint-Louis         | Missouri         | The Checkerdome                   | Université de Saint-Louis                  |
| Regionals   | Ouest      | Provo               | Utah             | Marriott Center                   | Université Brigham-Young                   |
| Final Four  | Final Four | La Nouvelle-Orléans | Louisiane        | Louisiana Superdome               | Université Tulane                          |

### Équipes qualifiées
| #       | Université                                   | Localisation                | Équipe           | Manager          | Saison en NCAA | Dernière participation | Qualification                | Saison régulière | Saison régulière |
| #       | Université                                   | Localisation                | Équipe           | Manager          | Saison en NCAA | Dernière participation | Qualification                | Conférence       | Total            |
| Est     | Est                                          | Est                         | Est              | Est              | Est            | Est                    | Est                          | Est              | Est              |
| ------- | -------------------------------------------- | --------------------------- | ---------------- | ---------------- | -------------- | ---------------------- | ---------------------------- | ---------------- | ---------------- |
| 1       | Université de Caroline du Nord à Chapel Hill | Chapel Hill (NC)            | Tar Heels        | Dean Smith       | 16e            | 1981                   | Vainqueur de l'ACC           | 12-2             | 32-2             |
| 2       | Université de Memphis                        | Memphis (TN)                | Tigers           | Dana Kirk        | 6e             | 1976                   | Vainqueur de la MCAC         | 10-2             | 24-6             |
| 3       | Université Villanova                         | Radnor Township (PA)        | Wildcats         | Rollie Massimino | 14e            | 1981                   | Finaliste de la BIG EAST     | 11-3             | 24-8             |
| 4       | Université de l'Alabama                      | Tuscaloosa (AL)             | Crimson Tide     | Wimp Sanderson   | 3e             | 1976                   | Vainqueur de la SEC          | 12-6             | 24-7             |
| 5       | Université de Saint John                     | New York (NY)               | Red Storm        | Lou Carnesecca   | 13e            | 1980                   | 1/2 finaliste de la BIG EAST | 9-5              | 21-9             |
| 6       | Université Saint-Joseph de Philadelphie      | Philadelphie (PA)           | Hawks            | Jim Boyle        | 13e            | 1981                   | Vainqueur de l'ECC           | 10-1             | 25-5             |
| 7       | Université de Wake Forest                    | Winston-Salem (NC)          | Demon Deacons    | Carl Tacy        | 7e             | 1981                   | 1/2 finaliste de l'ACC       | 9-5              | 21-9             |
| 8       | Université d'État de l'Ohio                  | Columbus (OH)               | Buckeyes         | Eldon Miller     | 12e            | 1981                   | 3e de la B1G                 | 12-6             | 21-10            |
| 9       | Université James Madison                     | Harrisonburg (VA)           | Dukes            | Lou Campanelli   | 2e             | 1981                   | Finaliste de l'ECACS         | 10-1             | 24-6             |
| 10      | Université Old Dominion                      | Norfolk (VA)                | Monarchs         | Paul Webb        | 2e             | 1980                   | Vainqueur de l'ECACS         | 5-4              | 18-12            |
| 11      | Université du Nord-Est                       | Boston (MA)                 | Huskies          | Jim Calhoun      | 2e             | 1981                   | Vainqueur de l'ECACN         | 8-1              | 23-7             |
| 12      | Université de Pennsylvanie                   | Philadelphie (PA)           | Quakers          | Bob Weinhauer    | 11e            | 1980                   | Vainqueur de l'Ivy League    | 12-2             | 17-10            |
| Mideast |                                              |                             |                  |                  |                |                        |                              |                  |                  |
| 1       | Université de Virginie                       | Charlottesville (VA)        | Cavaliers        | Terry Holland    | 3e             | 1981                   | Finaliste de l'ACC           | 12-2             | 32-4             |
| 2       | Université du Minnesota                      | Minneapolis-Saint Paul (MN) | Golden Gophers   | Jim Dutcher      | 2e             | 1972                   | Vainqueur de la B1G          | 14-4             | 23-6             |
| 3       | Université de Louisville                     | Louisville (KY)             | Cardinals        | Denny Crum       | 15e            | 1981                   | Finaliste de la MCAC         | 8-4              | 23-              |
| 4       | Université d'Alabama de Birmingham           | Birmingham (AL)             | Blazers          | Gene Bartow      | 2e             | 1981                   | Vainqueur de la SBC          | 9-1              | 25-6             |
| 5       | Université de l'Indiana à Bloomington        | Bloomington (IN)            | Hoosiers         | Bobby Knight     | 12e            | 1981                   | 4e de la B1G                 | 12-6             | 19-10            |
| 6       | Université du Kentucky                       | Lexington (KY)              | Wildcats         | Joe B. Hall      | 27e            | 1981                   | Finaliste de la SEC          | 13-5             | 22-8             |
| 7       | Université d'État de la Caroline du Nord     | Raleigh (NC)                | Wolfpack         | Jim Valvano      | 10e            | 1980                   | 1/2 finaliste de l'ACC       | 7-7              | 22-10            |
| 8       | Université de Louisiane à Lafayette          | Lafayette (LA)              | Ragin' Cajuns    | Bobby Paschal    | 3e             | 1973                   | Vainqueur de la SLC          | 8-2              | 24-8             |
| 9       | Université du Tennessee                      | Knoxville (TN)              | Volunteers       | Don DeVoe        | 7e             | 1981                   | 1/2 finaliste de la SEC      | 13-5             | 20-10            |
| 10      | Université du Tennessee à Chattanooga        | Chattanooga (TN)            | Mocs             | Murray Arnold    | 2e             | 1981                   | Vainqueur de la SoCon        | 15-1             | 27-4             |
| 11      | Université d'État de Middle Tennessee        | Murfreesboro (TN)           | Blue Raiders     | Stan Simpson     | 3e             | 1977                   | Vainqueur de l'OVC           | 12-4             | 22-8             |
| 12      | Université Robert Morris                     | Moon Township (PA)          | Colonials        | Matt Furjanic    | 1re            | -                      | Vainqueur de l'ECACM         | 9-5              | 17-13            |
| Midwest |                                              |                             |                  |                  |                |                        |                              |                  |                  |
| 1       | Université DePaul                            | Chicago (IL)                | Blue Demons      | Ray Meyer        | 12e            | 1981                   | Indépendant                  |                  | 26-2             |
| 2       | Université du Missouri à Columbia            | Columbia (MO)               | Tigers           | Norm Stewart     | 6e             | 1981                   | Vainqueur de la Big-8        | 12-2             | 27-4             |
| 3       | Université de Tulsa                          | Tulsa (OK)                  | Golden Hurricane | Nolan Richardson | 2e             | 1955                   | Vainqueur de la MVC          | 12-4             | 24-6             |
| 4       | Université de l'Arkansas                     | Fayetteville (AR)           | Razorbacks       | Eddie Sutton     | 10e            | 1981                   | Vainqueur de la SWC          | 12-4             | 23-6             |
| 5       | Université d'État du Kansas                  | Manhattan (KS)              | Wildcats         | Jack Hartman     | 16e            | 1981                   | 1/2 finaliste de la Big-8    | 10-4             | 23-8             |
| 6       | Université de Houston                        | Houston (TX)                | Cougars          | Guy Lewis        | 13e            | 1981                   | Finaliste de la SWC          | 11-5             | 25-8             |
| 7       | Université Marquette                         | Milwaukee (WI)              | Warriors         | Hank Raymonds    | 16e            | 1980                   | Indépendant                  |                  | 23-9             |
| 8       | Boston College                               | Chestnut Hill (MA)          | Eagles           | Tom Davis        | 6e             | 1981                   | 1/2 finaliste de la BIG EAST | 8-6              | 22-10            |
| 9       | Université de San Francisco                  | San Francisco (CA)          | Dons             | Peter Barry      | 15e            | 1981                   | 2e de la WCC                 | 11-3             | 25-6             |
| 10      | Université d'Evansville                      | Evansville (IN)             | Purple Aces      | Dick Walters     | 16e            | 1976                   | Vainqueur de la MCC          | 10-2             | 23-6             |
| 11      | Université d'État Alcorn                     | Lorman (MI)                 | Braves           | Davey Whitney    | 2e             | 1980                   | Vainqueur de la SWAC         | 10-2             | 22-8             |
| 12      | Université de Northern Illinois              | DeKalb (IL)                 | Huskies          | John McDougal    | 1re            | -                      | Vainqueur de la MAC          | 9-7              | 16-14            |
| Ouest   |                                              |                             |                  |                  |                |                        |                              |                  |                  |
| 1       | Université de Georgetown                     | Washington DC               | Hoyas            | John Thompson    | 7e             | 1981                   | Vainqueur de la BIG EAST     | 10-4             | 30-7             |
| 2       | Université d'État de l'Oregon                | Corvallis (OR)              | Beavers          | Ralph Miller     | 11e            | 1981                   | Vainqueur de la Pac-10       | 16-2             | 23-4             |
| 3       | Université de l'Idaho                        | Moscow (ID)                 | Vandals          | Don Monson       | 2e             | 1981                   | Vainqueur de la BSC          | 13-1             | 27-3             |
| 4       | Université d'État de Californie à Fresno     | Fresno (CA)                 | Bulldogs         | Boyd Grant       | 2e             | 1981                   | Vainqueur de la PCAC         | 13-1             | 27-3             |
| 5       | Université de Virginie-Occidentale           | Morgantown (WV)             | Mountaineers     | Gale Catlett     | 11e            | 1967                   | Finaliste de l'EAA           | 13-1             | 27-4             |
| 6       | Université de l'Iowa                         | Iowa City (IA)              | Hawkeyes         | Lute Olson       | 7e             | 1981                   | 2e de la B1G                 | 12-6             | 21-8             |
| 7       | Université Pepperdine                        | Malibu (CA)                 | Waves            | Jim Harrick      | 5e             | 1979                   | Vainqueur de la WCC          | 14-0             | 22-7             |
| 8       | Université du Wyoming                        | Laramie (WY)                | Cowboys          | Jim Brandenburg  | 11e            | 1981                   | Vainqueur de la WAC          | 14-2             | 23-7             |
| 9       | Université de Californie du Sud              | Los Angeles (CA)            | Trojans          | Stan Morrison    | 6e             | 1979                   | 2e de la Pac-10              | 13-5             | 19-9             |
| 10      | Université de Pittsburgh                     | Pittsburgh (PA)             | Panthers         | Roy Chipman      | 7e             | 1981                   | Vainqueur de l'EAA           | 8-6              | 20-10            |
| 11      | Université de Louisiane à Monroe             | Monroe (LA)                 | Indians          | Mike Vining      | 1re            | -                      | Vainqueur de la TAAC         | 9-7              | 19-11            |
| 12      | Université A&T d'État de Caroline du Nord    | Greensboro (NC)             | Aggies           | Don Corbett      | 5e             | 1964                   | Vainqueur de la MEAC         | 10-2             | 19-9             |

## Final Four
|  | Demi-finales   | Demi-finales |                |    | Finale       | Finale |
|  | Demi-finales   | Demi-finales |                |    | Finale       | Finale |
|  |                |              |                |    |              |        |
|  |                |              |                |    | 29 mars 1982 |        |
|  |                |              |                |    |              |        |
|  | North Carolina | 68           |                |    |              |        |
|  | North Carolina | 68           |                |    |              |        |
|  | Houston        | 63           |                |    |              |        |
|  | Houston        | 63           | North Carolina | 63 |              |        |
|  |                |              | North Carolina | 63 |              |        |
|  |                | Georgetown   | 62             |    |              |        |
|  | Louisville     | Georgetown   | 62             | 46 |              |        |
|  | Louisville     |              |                | 46 |              |        |
|  | Georgetown     | 50           |                |    |              |        |
|  | Georgetown     | 50           |                |    |              |        |

## Récompenses individuelles
- Trophée Wooden : Ralph Sampson[1].
- Trophée Naismith : Ralph Sampson[2].
- Most Oustanding Player (joueur le plus remarquable du Final Four) : James Worthy.